# 高柴

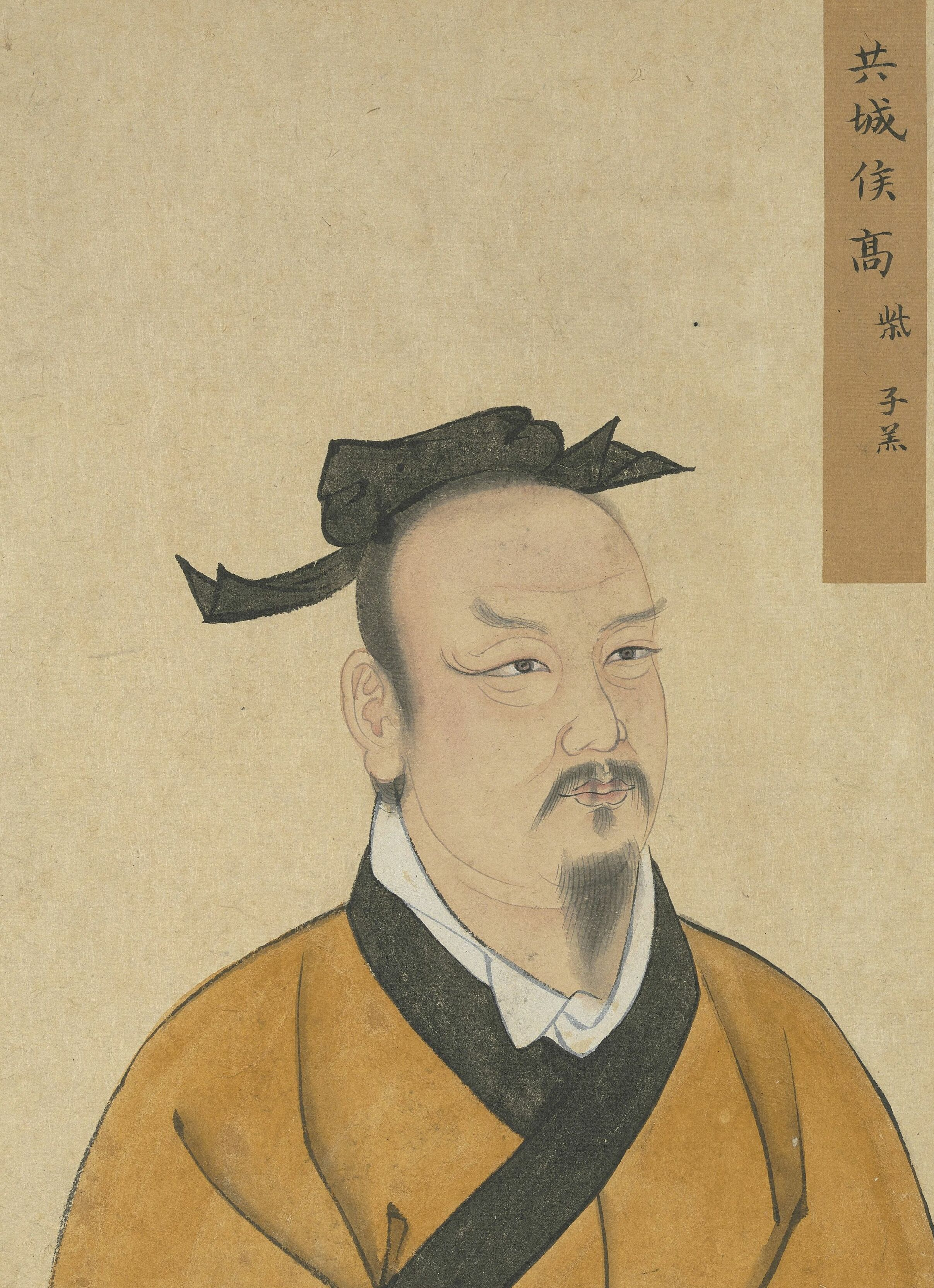
高柴

高柴（前521年—？），字子羔。一作子皋、子高、季高。孔子七十二弟子之一。史料有记载他是卫人、或說是齊文公的後裔，身不满六尺，傳聞其貌不揚，孔子認為其讀書不足，但同時認為他是心中存仁再以公正無私的心做事的人。

## 記載
子羔在衛國當獄官（今之法官）時有一人犯法，子羔依法砍斷他的腳。
後來衛國發生內亂，子羔逃難要出城，剛好那個被他砍斷腳的人在守城門。這人看見子羔要逃難，後有追兵，告訴子羔：「那邊城牆有缺口，可以跳過去。」
子羔說：「君子不可以跳牆。」
那人又說：「那邊牆下有個洞，可以鑽出去。」
子羔說：「君子不可以鑽洞。」
追兵就要到了，那人說：「這裏有間屋子，你先藏一下吧！」
於是子羔進屋躲藏，追兵找不到人就回去了。
子羔躲過一劫，要離開時對那人說：「我曾執法砍了你的腳，現在我有難，正是你報仇的時機，你反而再三的幫助我逃走，這是為什麼呢？」
那人說：「你砍我的腳是因為我自己犯法，罪有應得。記得那時，你執法時先對別人執刑，最後再對我執刑，是希望我可以幸免。我知道案情已經查明，罪刑也已經定了，而你那憂愁不安的樣子都寫在臉上，難道是對我特別好才這樣嗎？我知道不是的，你是個天生的君子，本來就是這樣啊！這就是我敬重你的原因。」
孔子聽了這事後，讚歎著說：「太好了，子羔真會做官啊！法令是一樣的，心中存著仁恕就會積德，如果加以嚴厲暴虐就會結怨。心中存仁再以公正無私的心做事，這就是子羔的為人啊！」
有一次，子路委派子羔當費邑的邑宰，孔子責罵子路這是不稱職的行為。然而子路則認為有土地、有人民，可以一邊當官，從中做學，不一定要讀書才是學習。但孔子認為這是強詞奪理。
后来，子路、子羔在卫国孔悝手下为家臣。卫国内乱，子羔逃出，也勸子路逃亡，子路反而回城救助孔悝並陣亡。
唐开元二十七年（739年）封「共伯」，宋大中祥符二年（1009年）又封「共城侯」；明嘉靖九年（1530年）稱為「先賢」。

## 参看
- 孔子
- 孔子弟子列表